# 지쿠사정 (효고현)
지쿠사정(千種町)은 효고현 시소군 중서부에 위치했던 정이다.
2005년 4월 1일에 야마사키정, 이치노미야정, 하가정, 지쿠사정이 4정을 합병해 시소시가 되어 소멸하였다.

## 역사
- 1889년 4월 1일 - 정촌제 시행과 함께 1정 10촌의 구역을 확대해 지쿠사촌이 성립하였다.
- 1960년 1월 1일 - 정으로 승격해 지쿠사정이 되었다.
- 2005년 4월 1일 - 야마사키정, 이치노미야정, 하가정과 합병해 시소시가 성립하였다. 동일 지쿠사정은 폐지되었다.

## 교통

### 도로
- 국도 제429호선 (일본)(일본어판)